# Jason Clarke
Jason Clarke (* 17. července 1969 Winton, Austrálie) je australský filmový a televizní herec, známý především z filmů Úsvit planety opic (2014) a Everest (2015). Obvykle ztvárňuje vedlejší záporné role, ale několikrát hrál i protagonisty.

## Život a kariéra
Hrál v několika známých hollywoodských filmech, mezi nejúspěšnější z nich patří: Veřejní nepřátelé (2009), 30 minut po půlnoci (2012), Země bez zákona (2012), Útok na Bílý dům (2013), Velký Gatsby (2013), Úsvit planety opic (2014), Everest (2015), Terminátor Genisys (2015), Smrtihlav (2017), První člověk (2018) či Řbitov zvířátek (2019). Zahrál si také hlavní role v minisériích Chicago: Zákon ulice (2011) a Kateřina Veliká (2019) i hlavní roli v seriálu Bratrství (2006–2008).
Od roku 2018 je jeho manželkou francouzská herečka a modelka Cécile Breccia; má s ní dvě děti.

## Filmografie

### Film
| Rok  | Název                           | Role                 | Poznámky            |
| ---- | ------------------------------- | -------------------- | ------------------- |
| 1997 | Dilema                          | Guy                  |                     |
| 1998 | Soumrak                         | Mladý policista      |                     |
| 1998 | Praise                          | Frank                |                     |
| 1999 | Schmooze                        | Band                 | krátkometrážní film |
| 1999 | Kick                            | Nicholas Ratcliff    |                     |
| 2000 | Sestry v akci                   | Mac                  |                     |
| 2000 | Risk                            | Chris                |                     |
| 2000 | Better Than Sex                 | Guy C                |                     |
| 2002 | Free                            |                      | krátkometrážní film |
| 2002 | Rabbit-Proof Fence              | Constable Riggs      |                     |
| 2003 | Nechte vrahy, ať si hrají       | Slade                |                     |
| 2004 | Get Rich Quick                  | Fenris               |                     |
| 2008 | Hole in the Paper Sky           | Howard Ferp          | krátkometrážní film |
| 2008 | Still Waters                    | Andrew               |                     |
| 2008 | Ralley smrti                    | T. Ulrich            |                     |
| 2008 | Hloubka duše                    | Julian Wright        |                     |
| 2009 | Veřejní nepřátelé               | John "Red" Hamilton  |                     |
| 2010 | Wall Street: Peníze nikdy nespí | Ředitel banky        |                     |
| 2010 | Trust                           | Doug Tate            |                     |
| 2011 | Yelling to the Sky              | Gordon O'Hara        |                     |
| 2011 | Swerve                          | Frank                |                     |
| 2011 | Texaský kat                     | Rule                 |                     |
| 2012 | Země bez zákona                 | Howard Bondurant     |                     |
| 2012 | 30 minut po půlnoci             | Daniel Stanton       |                     |
| 2013 | Velký Gatsby                    | George Wilson        |                     |
| 2013 | Útok na Bílý dům                | Emil Stenz           |                     |
| 2014 | The Better Angels               | Thomas Lincoln       |                     |
| 2014 | Úsvit planety opic              | Malcolm              |                     |
| 2015 | Knight of Cups                  | Johnny               |                     |
| 2015 | Dítě číslo 44                   | Anatoly Brodsky      |                     |
| 2015 | Terminátor Genisys              | John Connor / T-3000 |                     |
| 2015 | Everest                         | Rob Hall             |                     |
| 2016 | Vidím jenom tebe                | James                |                     |
| 2017 | Mudbound                        | Henry McAllan        |                     |
| 2017 | Smrtihlav                       | Reinhard Heydrich    |                     |
| 2017 | Chappaquiddick                  | Ted Kennedy          |                     |
| 2018 | Winchester: Sídlo démonů        | Eric Price           |                     |
| 2018 | První člověk                    | Edward Higgins White |                     |
| 2019 | Ticho před bouří                | Frank Zariakas       |                     |
| 2019 | Zraněná srdce                   | Lewis Morgan         |                     |
| 2019 | Řbitov zvířátek                 | Louis Creed          |                     |
| 2020 | Ďábel                           | Carl Henderson       |                     |
| 2021 | Silk Road                       | Rick Bowden          |                     |
| 2022 | Black Site                      | Hatchet              |                     |
| 2023 | Oppenheimer                     | Roger Robb           |                     |

### Televize
| Rok       | Název                                 | Role                                    | Poznámky                             |
| --------- | ------------------------------------- | --------------------------------------- | ------------------------------------ |
| 1995–1999 | Vesničtí poldové                      | Dean Crocker / Craig Dyer / Troy Harris | 4 díly                               |
| 1996      | Mercury                               | Nathan Cohan                            |                                      |
| 1996      | Diagnóza vražda                       | Rick "Slick" Brooks                     | díl: A Model Murder                  |
| 1997      | Knots Landing: Back to the Cul-de-Sac | Willy                                   | minisérie                            |
| 1997      | Halifaxová, soudní psychiatr          | detektiv                                | TV film                              |
| 1998      | Škola zlomených srdcí                 | Warren                                  | 1 díl                                |
| 1998      | Wildside                              | detektiv Paul Moss                      | 2 díly                               |
| 1998      | Two Guys and a Girl                   | Hank                                    | díl: Two Guys, a Girl and a Recovery |
| 1998      | Oddělení vražd                        | Zac Hartman                             | díl: A View to a Kill                |
| 1999–2000 | All Saints                            | Eddie Furlong                           | 2 díly                               |
| 2000–2003 | Ranaři                                | Brett Linton / Oliver Jensen            | 7 dílů                               |
| 2001      | Flat Chat                             |                                         | díl: Dark & Stormy Night             |
| 2001      | Head Start                            | Constable Rogers                        | díl: Out of the Blue                 |
| 2001      | Poldové                               | Agent Vinten                            | díl: Beech on the Run                |
| 2002      | Home and Away                         | Christopher 'Kick' Johnson              | 5 dílů                               |
| 2002      | The Outsider                          | Ray Childress                           | TV film                              |
| 2002–2003 | White Collar Blue                     | Ray Jarvis                              | 2 díly                               |
| 2003      | Farscape                              | Captain Jenek                           | 4 díly                               |
| 2003      | BlackJack                             | Tony Seaton                             | TV film                              |
| 2006–2008 | Bratrství                             | Tommy Caffee                            | 29 dílů                              |
| 2009      | US Attorney                           | Michael Ryan                            | TV film                              |
| 2011      | Chicago: Zákon ulice                  | Jarek Wysocki                           | 13 dílů                              |
| 2019      | Kateřina Veliká                       | Grigory Potemkin                        | minisérie, 4 díly                    |
| 2022      | Lakers: Vzestup dynastie              | Jerry West                              | hlavní role                          |